# Wiseppe
Wiseppe – miejscowość i gmina we Francji, w regionie Grand Est, w departamencie Moza.
Według danych na rok 1990 gminę zamieszkiwały 104 osoby, a gęstość zaludnienia wynosiła 18 osób/km² (wśród 2335 gmin Lotaryngii Wiseppe plasuje się na 941. miejscu pod względem liczby ludności, natomiast pod względem powierzchni na miejscu 939.).